# Albertus Rusius

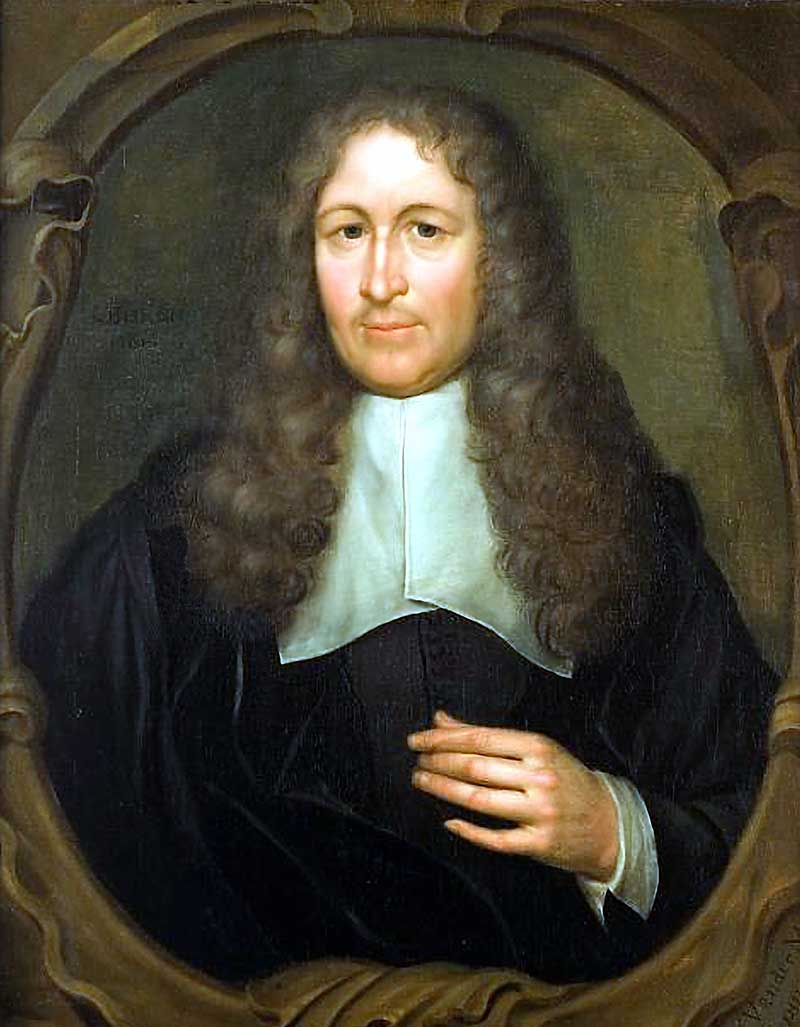
Albertus Rusius

Albertus Rusius (auch: Albert Ketwich Rusius, Albert Ruse, Rus; * 14. November 1614 in Emmen; † 19. Dezember 1678 in Leiden) war ein niederländischer Rechtsgelehrter.

## Leben
Rusius war der Sohn des Pfarrers Johannes Rusius (1591–1655) und dessen Frau Euphemia Ketwich, sowie ein Bruder des Henrik Ruse und des Predigers in Sleen Bernhard Rusius (* 15. September 1616 in Assen; † 19. Oktober 1664 in Sleen). Seine Vorfahren stammten aus dem Osten Frankreichs und waren wegen religiöser Verfolgung als Hugenotten nach Bentheim geflüchtet. Hier fingen sein Urgroßvater Bernardus und Großvater Heinrich an, den Pfarrberuf auszuüben. In seiner frühen Kindheit wuchs Rusius bei seiner Großmutter mütterlicherseits auf. Nachdem sein Vater 1623 als Remonstrant in Ruinen seine Tätigkeit fortsetzte, dürfte er hier die von ihm initiierte Schule in der Provinz Drenthe besucht haben.
Am 15. Dezember 1633 begann er sein Studium an der Universität Groningen. Am 15. August 1635 wechselte er an die Universität Franeker, besuchte am 22. Mai 1639 das Gymnasium Illustre in Deventer und setzte am 25. Juni 1640 seine Studien an der Universität Leiden fort. Danach reiste er durch England und Frankreich, wo er 1643 an der Universität Orléans zum Doktor der Rechte promovierte. Anschließend verlegte er seinen Wohnsitz nach Amsterdam. 1644 war er als Advokat am holländischen Gericht tätig. Am 6. April 1646 wurde er, als Nachfolger von Joannes Cabeljauw (1600–1652), am Athenaeum Illustre in Amsterdam Professor der Rechte.
Am 11. März 1659 beriefen ihn die Kuratoren der Leidener Hochschule zum Professor der Rechte mit dem Lehrauftrag der Instituten. Diese Tätigkeit begann er am 16. September 1659 mit der Rede de Jenuna quorundam et barbara juris compendiaria (Leiden 1659). Am 22. Mai 1668 wechselte er auf den Lehrstuhl der Pandekten und ab dem 8. August 1668 unterrichtete er das Lehnrecht. In seiner Eigenschaft als Leidener Hochschullehrer beteiligte er sich auch an den organisatorischen Aufgaben der Hochschule und war in den Jahren 1667/68 sowie 1672/73 Rektor der Alma Mater. Rusius hatte viel verfasst, jedoch gelangte nur noch eine Disputation de Servitutibus in den Druck. Viele Disputationen medizinischen Inhalts führen seinen Namen. Daran hat er jedoch weniger Beteiligung, da sie ausschließlich während seiner Rektoratszeit in Leiden entstanden.
Sein Leichnam wurde in der Leidener Pieterskirche beigesetzt.

## Familie
Rusius war zwei Mal verheiratet. Seine erste Ehe schloss er am 22. Juli 1648 mit Maria Terburg aus Groningen, welche nach einer Geburt aber bereits jung verstarb. Am 27. Juni 1653 heiratete er in Amsterdam Maria de Vogelaer (* 1625 – 28. Oktober 1678), die Tochter des Marcus de Vogelaer und dessen zweiter Frau Catharina de Velaer.
Von den Kindern kennt man:
- Catharina Rusius (* 31. Januar 1657 in Amsterdam; † 5. Mai 1708 ebenda)
- Johannes Albert Rusius (* 14. Dezember 1659 in Leiden;) 12. September 1673 Universität Leiden, 3. Februar 1682 Dr. jur. (de Tutelis), verh. Cornelija Reijniers (* 1664; † 4. Mai 1734), Advokat in Amsterdam
- Jan Rusius (* 2. März 1661 in Leiden)
- Marcus Rusius (* 15. Juli 1663 in Leiden)